# Маєвська Тетяна Петрівна
Тетяна Петрівна Маєвська (нар.. 21 листопада 1928, Харків, УРСР, СРСР — пом. 8 вересня 2003, Київ, Україна) — український літературознавець, доктор філологічних наук (1989), професор (1991).

## Життєпис
Тетяна Маєвська народилася 1928 року в Харкові. В післявоєнний час вступила до Київського державного університету імені Тараса Шевченка, який закінчила в 1953 році. Свою трудову діяльність розпочала 1953 року на посаді викладача Конотопського будівельного технікуму. Відпрацювавши три роки повернулася до української столиці, де з 1957 року майже три десятиліття працювала в Інституті літератури Академії наук Української РСР. Спочатку, вісім років, на посаді лаборанта у відділі сучасної української літератури, а потім — науковим співробітником у відділі російської літератури.
У 1984 році Тетяна Маєвська обійняла посаду завідувача кафедри російської мови і літератури Центрального інституту вдосконалення вчителів. В 60-річному віці вчена перейшла до своєї альма-матер, працюючи на посаді викладачки кафедри російської літератури Київського державного університету імені Тараса Шевченка. Через рік, у 1989 році Тетяна Маєвська переїхала до Ніжина на Чернігівщині, де обіймала посаду професора кафедри світової літератури Ніжинського педагогічного інституту. Працювала тут на викладацькій та науковій роботі до 1999 року, а потім переїхала до Херсона. Померла 2003 року в Києві на 75-му році життя.

## Наукова діяльність
Вчена вивчала українсько-російські зв'язки, поетику реалізму російської літератури XIX століття, творчість українського письменника Миколи Гоголя та російських письменників-народників. Брала участь в укладанні двотомної «Історії українсько-російських літературних зв'язків» (т. 1, Київ, 1987). Уклала бібліографічні покажчики творів та літератури українських письменників Степана Тудора та Андрія Головка.
Наукові праці
- Слово и подвиг: (Жизнь и творчество С. М. Степняка-Кравчинского). Монографія. Киев, 1968;
- Идеи и образы русского народнического романа (70–80-е годы XIX в.). Монографія. Киев, 1975;
- Романтические тенденции в русской прозе конца XIX века. Монографія. Киев, 1978;
- Гоголевская романтическая традиция в русской и украинской малой прозе начала ХІХ — начала XX в. // Гоголь и литература народов Советского Союза. Ереван, 1986;
- О поэтике прозы И. С. Шмелева и Н. С. Лескова: (К постановке проблемы) // Питання літературознавства. 1993. Вип. 1.

## Джерело
- Тетяна Петрівна Маєвська: [Некролог] // Слово і час. 2003. № 11. С. 96